# Anisodes dispergaria
Anisodes dispergaria är en fjärilsart som beskrevs av Heinrich Benno Möschler 1881. Anisodes dispergaria ingår i släktet Anisodes och familjen mätare. Inga underarter finns listade i Catalogue of Life.